# Овер-сюр-Уаз
Овер-сюр-Уаз (фр. Auvers-sur-Oise) — муниципалитет во Франции, в регионе Иль-де-Франс, департамент Валь-д'Уаз. Население — 6820 человек (1999). Муниципалитет расположен на расстоянии около 27 км северо-западнее Парижа, 9 км северо-восточнее Сержи.
История города тесно связана с именами целого ряда выдающихся художников второй половины XIX века, таких как Сезанн, Писарро и Ван Гог. Ван Гог, а позже и его брат Тео, были похоронены в Овер-сюр-Уаз.

## Демография
Динамика населения (Cassini и INSEE):